# 세계 금융 위기 (2007년~2008년)

다우 지수의 급락

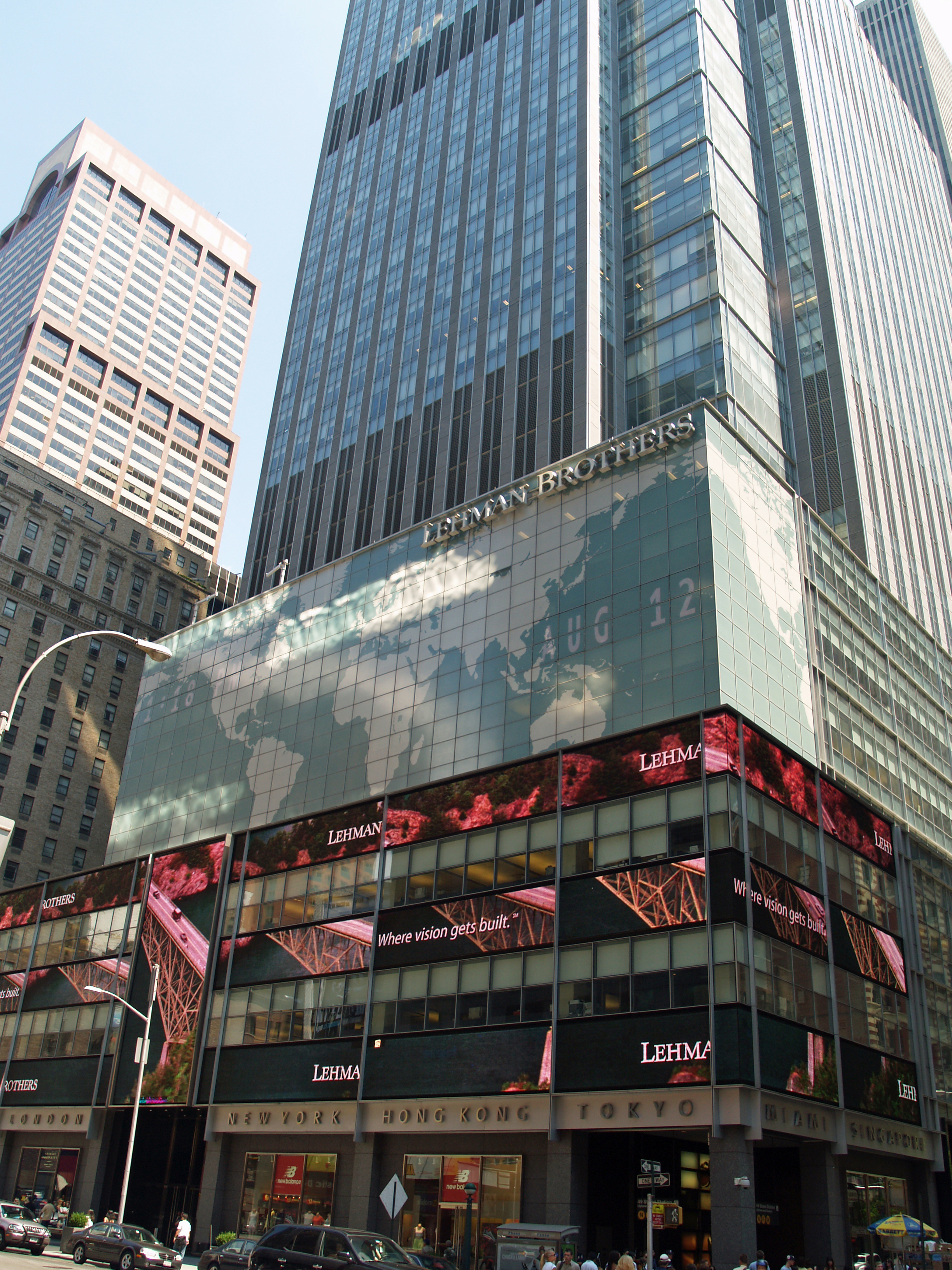
2008년 9월 리먼 브라더스의 파산은 세계금융위기의 상징이 되었다.

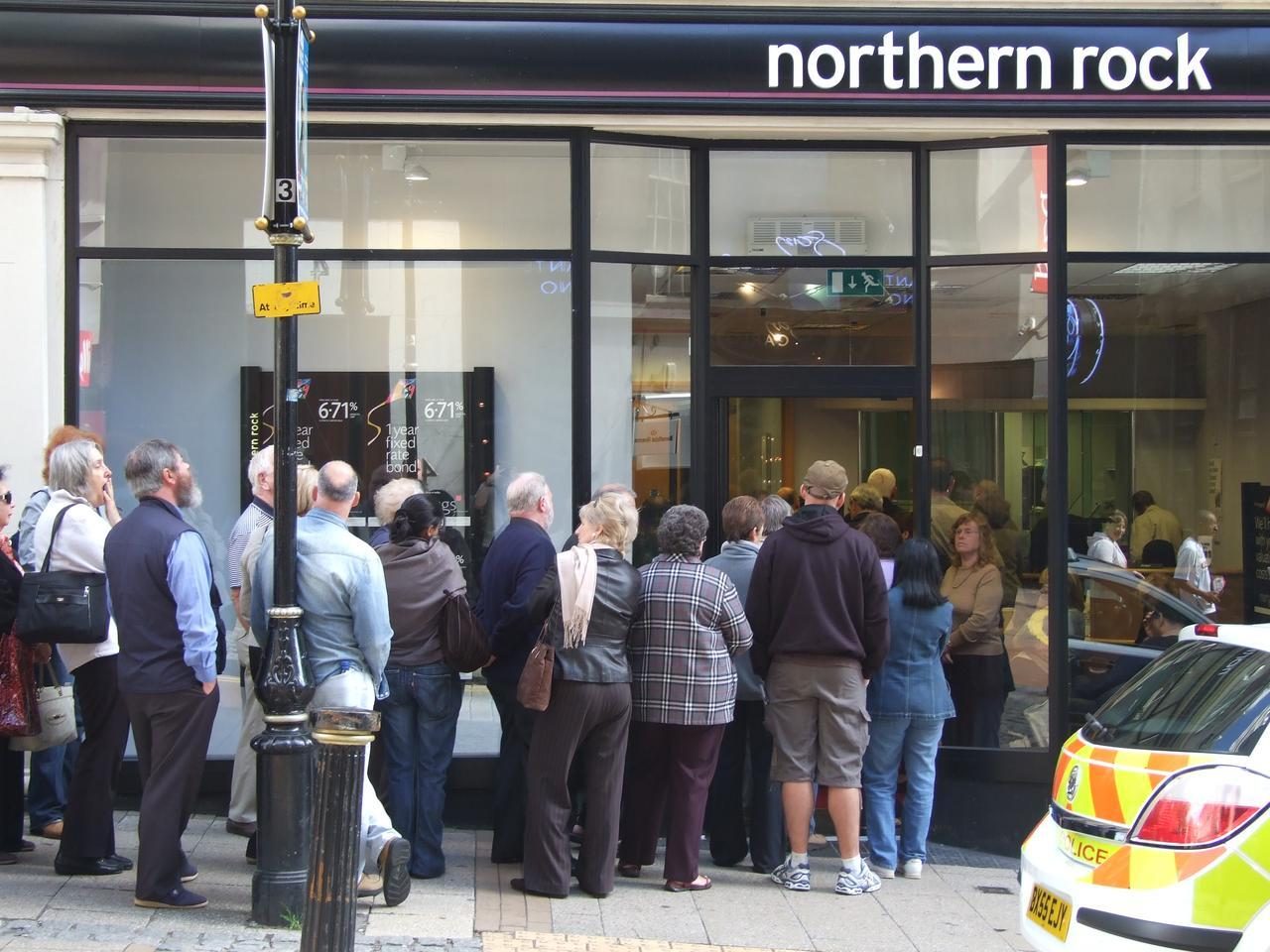
대침체 1년 전인 2007년 영국 브링엄의 노던 록 은행지점에, 은행의 부실 소문을 듣고서 예금을 인출하려는 사람들이 줄서 있다.

2008년 세계 금융 위기(2008年世界金融危機)는 2000년대 후반 미국의 금융 시장에서 시작되어 전 세계로 파급 된 대규모의 금융 위기 사태를 통틀어 이르는 말이다. 1929년의 경제 대공황에 버금가는 세계적 수준의 경제적 혼란을 초래했다.

## 서브프라임 모기지 사태
2007년에 발생한 서브프라임 모기지(subprime mortgage) 사태는 미국의 TOP 10에 드는 초대형 모기지론 대부업체가 파산하면서 시작되었다. 미국만이 아니라 국제금융시장에 신용경색을 불러왔다.

### 2007년
- 2007년 4월 - 미국 2위의 서브프라임 모기지 대출회사인 뉴센추리 파이낸셜(영어판)이 파산신청을 하였다.
- 2007년 8월 - 미국 10위권인 아메리칸 홈 모기지 인베스트먼트(AHMI)사가 델라웨어주 웰밍턴 파산법원에 파산보호를 신청하였다. AHMI는 알트-A 등급(프라임과 서브프라임의 중간 등급) 모기지가 전문인 업체이다.
- 세계 3위 은행인 HSBC는 미국 주택시장에 뛰어 들었다가 107억 달러(약 10조 1,000억 원)를 회수 못할 위기에 놓였다.
- 미국 보험사인 CAN 파이낸셜이 서브프라임 투자로 9,100만달러의 손실을 입었다.
- AIG는 최악의 경우 23억 달러의 손실을 기록할 것으로 추정되고 있다.
- 스탠더드 앤드 푸어스(S&P)는 미국의 대출회사들이 성장세를 유지하기 위해 최근 수년간 신용도가 낮은 사람들에 대한 대출을 늘려왔다면서, 부동산 서브프라임 위기가 자동차 서브프라임 위기로 확산될 수 있다고 보고서를 발표했다.
- 산은경제연구소, 삼성경제연구소 등 한국의 일부 경제관련단체에서는 미국의 서브프라임 모기지 부실이 미국 가계소비 위축에 따른 미국 경기의 급격한 침체로 이어질 경우, 한국내 금융시장 충격과 대미수출도 지장을 우려하고 있다. 미국은 세계 GDP의 20%를 차지하는 매우 큰 경제시장이다.
- 2007년 8월 9일 프랑스 최대은행 BNP 파리바은행은 자사의 3개 자산유동화증권(ABS)펀드에 대한 자산가치 평가 및 환매를 일시 중단했다. 서브프라임 부실로 인한 신용경색의 그 이유이다. 상환을 중단한 3개 펀드는 BNP파리바 ABS유리보, 파베스트 다이나믹ABS, BNP파리바ABS에오니아 등이고, 그 규모는 27억 5천만 유로에 달한다.
- GM은 산하 모기지 금융기관의 서브프라임 모기지 디폴트로 약 10억 달러의 피해를 입었다.

### 2008년
- 2008년 7월 16일 - 일본의 은행 보험사들이 패니매이, 프레디맥 채권 보유분은 9조엔 정도가 된다고 알려졌다
- 2008년 9월 6일 - 미국 재무부는 주택시장 침체와 모기지 손실로 유동성 위기에 직면한 양대 국책 모기지업체 패니메이와 프레디맥을 국유화하고, 양사에 각각 1000억 달러씩, 총 2000억달러 규모의 공적자금을 투입하기로 했다. 이 두회사는 미국 전체 모기지 채권의 절반을 발행하고 있다.
- 2008년 9월 15일 - 미국의 4대 투자은행(IB) 리먼 브러더스가 파산 신청을 하여 세계 금융위기 대침체가 본격적으로 시작되었고, 미국 정부는 패니메이와 프레디맥을 국유화하고 1주일 뒤에 리먼 브러더스를 파산시키기로 결정했다.
- 2008년 9월 23일 - 조지 W. 부시 미국 대통령은 재임중 마지막 유엔총회 연설에서 금융위기 신속대응을 강조했으며 미국 정부가 금융위기를 타개하려고 단호하고도 신속한 조치를 취하고 있다고 밝혔다.
- 2008년 10월 20일 - 국회 재정경제위원회에 제출한 국정감사에 제출한 답변자료에서, 한국은행은 1970년대 후반부터 패니메이와 프레디맥에 투자해 왔다고 밝혔다. 한국은행은 380억 달러어치의 채권을 사들인 것으로 알려졌다 전 세계 중앙정부는 1조 달러 이상을 사들인 것으로 알려져 있다. 이 채권은 미국 국채는 아니지만, 미국 정부가 보증하는 채권이다.
- 2008년 10월 30일 - 한국은행은 미국의 중앙은행인 연방준비제도이사회(FRB)와 300억달러 상당의 통화 스와프 협정을 체결했다.
- 현재 시가총액 기준 세계 최대 보험업체는 중국의 차이나라이프이다.
- 2008년 11월 14일 - 조지 W. 부시 미국 대통령은 금융위기 사태를 해결할 목적으로 각국 지도자를 초청한 G20 정상회의를 워싱턴에서 최초로 개최했다.
- 2008년 11월 23일 - 미국 정부는 씨티그룹에 3000억 달러를 보증하고, 450억 달러의 공적자금을 투입하기로 결정했다. 씨티그룹은 시가총액 7천억 달러(약 700조원)의 세계 최대 은행이었다.(2008년 10월 31일 현재 대한민국 전체 상장기업의 시가총액은 550조 원) 그러나 부동산 모기지 투자 부실로 주가가 급락했다. 2008년 11월 24일, 지난 한주에만 60% 주가가 폭락하였고, 시가총액은 205억 달러로 미국 5위의 은행이 되었다.
- 2008년 11월 27일 - 미국 정부는 이번 금융위기를 진화하기 위해 이미 7조 달러(1경 500조원)를 넘게 투입했다.
- 2008년 11월 28일 - 일본의 국제 금융 전문가 쓰루미 마사요시 호세이대 교수는 한국, 중국, 일본이 경제 통합으로 나아가야 한다고 주장했다.
- 2008년 12월 10일 - 미국 하원은 미국 자동차 빅3인 GM, 포드, 크라이슬러에 대해 140억달러(약 19조2100억원)를 지원하는 대신 대통령이 임명하는 관재인(일명 ‘자동차 차르’)이 업계 구조조정을 관할한다는 법률안을 237 대 170으로 통과시켰다. 빅3는 이미 250억 달러를 저리에 대출받았었다.
- 2008년 12월 11일 - 미국 상원은 GM, 포드, 크라이슬러에 대한 지원 법률안을 찬성 52표, 반대 35표로 부결했다. 제2의 리먼 브러더스 사태가 올 것이라고 우려하고 있다.
- 2008년 12월 12일 - 한국은행은 중국인민은행과 1800억위안(260억달러 상당)의 통화 스와프 협정을 체결했다고 밝혔다. 기존 40억달러에서 300억달러로 확대한 것이다. 또한 한국은행은 일본은행과의 통화 스와프 규모를 기존 130억달러에서 300억달러로 확대하는 협정을 체결했다고 밝혔다. 2008년 12월 13일 중국의 원자바오 총리는 "중국이 다른 나라와 통화스와프를 체결하기는 처음"이라고 말했다. 중국, 일본은 세계 외환보유고 1위, 2위 국가이다* 2008년 12월 13일 - 일본 후쿠오카(福岡)에서 제1회 한중일 서밋 정상회담이 열렸다. 매년 정기적 정상회담 개최를 합의했다. 중국과 일본 정상은 이명박 대통령에게 자유 무역 협정(FTA)을 요구했다.

### 2009년
- 씨티그룹은 2009년까지 전체 인력의 20%가량인 7만5천명을 줄이기로 했다.
- 2009년 1월 28일 - 아이슬란드 연립 정부가 붕괴되었다.
- 2009년 2월 10일 미 정부, 금융안정정책 발표

### 영향
- G-20 회의가 장관급에서 정상급으로 확대 개편된 계기가 되었다.

## 같이 보기
- 대공황
- 서브프라임 모기지 사태